# Saint-Georges-lès-Baillargeaux
Saint-Georges-lès-Baillargeaux är en kommun i departementet Vienne i regionen Nouvelle-Aquitaine i västra Frankrike. Kommunen ligger i kantonen Saint-Georges-lès-Baillargeaux som tillhör arrondissementet Poitiers. År 2022 hade Saint-Georges-lès-Baillargeaux 4 345 invånare.

## Befolkningsutveckling
Antalet invånare i kommunen Saint-Georges-lès-Baillargeaux
| Referens: INSEE |